# KTPI
De KTPI is een Surinaamse politieke partij die vooral onder Javanen veel kiezers trok.

## Geschiedenis
In 1946 richtte Iding Soemita de voorloper van de KTPI op, Persatuan Indonesia, die in 1949 overging in de Kaum Tani Persatuan Indonesia. Later veranderde die naam in Kerukunan Tulodo Prenatan Inggil, al kan de schrijfwijze verschillen.
In de jaren na de Tweede Wereldoorlog werden in Suriname meerdere politieke partijen opgericht zoals de katholieke PSV, de creoolse NPS en de hindoestaanse VHP omdat in 1948 het census- en capaciteitskiesrecht voor mannen werd vervangen door een algemeen kiesrecht voor mannen en vrouwen. Bij de eerste algemene verkiezingen van Suriname in mei 1949 behaalde de KTPI 2 van de 21 zetels in de Staten van Suriname. Door het winner take all principe wat bij die verkiezingen gold kreeg de partij met de meeste stemmen in een district of kieskring alle zetels voor dat gebied. De NPS kreeg als winnaar van het district Paramaribo alle 10 zetels voor Paramaribo. De KTPI behaalde de beide zetels in het district Commewijne waarmee Soemita en M.A. Karamat Ali statenlid werden. De eveneens javaanse partij Pergerakan Bangsa Indonesia Suriname (PBIS) onder leiding van Salikin Hardjo behaalde geen enkele zetel. Ook bij de verkiezingen van 1951 behaalde de KTPI 2 zetels. Vier jaar later vormde de KTPI samen met de SDP, PSV en Partij Suriname een coalite onder de naam Eenheidsfront dat met succes de NPS versloeg in de verkiezingen van 1955. In dat jaar werd de KTPI-er Karamat Ali de minister van Politie en Justitie. In 1956 werden zowel Soemita als Karamat Ali veroordeeld tot een gevangenisstraf van vier respectievelijk acht maanden. Bij de verkiezingen van 1958 behaalde de KTPI desondanks 2 van de 21 zetels en in 1963 was dat 5 van de 36 zetels. Eind 1963 was er een kabinetscrisis als gevolg van de Ormet-affaire waarbij de PSV uit het coalitie stapte waarna Ooft op Economische Zaken werd vervangen door de KTPI-er R.S. Soemodihardjo. Die trad halverwege 1964 terug waarna August Riboet hem opvolgde. Al spoedig ontstond er een nieuw probleem toen bleek dat Riboet in 1938 veroordeeld was tot een gevangenisstraf van 9 maanden. Hierop werd S.A. Soeperman de nieuwe minister van Economische Zaken. Deze voormalige telegrafist kon niet samenwerken met de directeur van het ministerie waarop S.G. Rakim hem in 1965 opvolgde.
Bij de verkiezingen van 1967 had de KTPI de samenwerking met de VHP opgezegd en was in plaats daarvan in zee gegaan met de 'Actiegroep'. Dit pakte ongunstig uit voor de KTPI die geen enkele zetel behaalde terwijl de javaanse partij SRI dankzij samenwerking met de VHP wel in de Staten kwam. Bij de vervroegde verkiezingen van 1969 behoorde de KTPI tot het PNP-blok terwijl de SRI tot het VHP-blok behoorde. Deze twee blokken vormden samen de regeringscoalitie. Rond deze periode nam Willy Soemita het voorzitterschap van zijn vader over (tot november 2019).
In 1973 behoorde de KTPI tot de Nationale Partij Kombinatie (NPK) die 22 van de 39 zetels haalde (waarvan 2 voor de KTPI). In het eerste kabinet-Arron zaten 2 KTPI-ministers: Willy Soemita (Landbouw, Veeteelt en Visserij; LVV) en Soeperman die al eerder minister was geweest kwam op Sociale Zaken. Arron gaf kort na de verkiezingsoverwinning aan voor eind 1975 onafhankelijkheid voor Suriname te willen wat uiteindelijk ook gebeurde.
In 1977 waren er zware beschuldigingen dat Soemita steekpenningen had aangenomen. Hierop traden beide KTPI-minister af waarna Soeperman uiteindelijk terugkeerde als minister. Aangezien de rechter van oordeel was dat Soemita steekpenningen had aangenomen bij de uitgifte van landbouwgronden werd hij in 1977 veroordeeld tot een celstraf van 12 maanden waardoor hij niet terug kon komen als minister.
Bij de verkiezingen in 1977 deed de KTPI wederom mee in de NPK. Dit keer deed SRI-opvolger Pendawa Lima mee in het samenwerkingsverband Verenigde Democratische Partij waartoe ook de VHP behoorde. De NPK behaalde opnieuw 22 zetels (waarvan 3 voor de KTPI) en KTPI kreeg dezelfde twee ministersposten.
In het tweede kabinet-Arron waren de KTPI-ministers: Cornelis Ardjosemito (Sociale Zaken) en Johan Sisal (Landbouw, Veeteelt en Visserij). In 1979 verliet de KTPI de regeringscoalitie maar van de oorspronkelijke 3 KTPI-statenleden bleef Ramin Amat de regering steunen vanuit de door hem opgerichte PPRS. Gevolg was dat de regering nu nog maar steunde op 20 van de 39 zetels. De situatie verergerde voor de regering toen het NPS-statenlid Walther Zalmijn overleed. Net als in 1975 toen 3 parlementariërs de NPK verlieten en één ervan (Lee Kong Fong) enige tijd onvindbaar was, bestond er patstelling waardoor er geen meerderheid was om de regering naar huis te sturen maar ook niet om andere besluiten te nemen. Aangezien de oppositie geen quorum wilde verlenen om Koorndijk officieel als de opvolger van Zalmijn toe te laten bleef deze patstelling bestaan. Parlementsvoorzitter Emile Wijntuin besloot hierop dat Koorndijk als toegelaten kon worden beschouwd bij de aanvang van de vergadering waarbij hij werd toegelaten. Als gevolg van de Sergeantencoup in 1980 onder leiding van Desi Bouterse kwam aan deze regering voortijdig een einde en gingen de verkiezingen van maart 1980 niet meer door.
Na het herstel van de democratie in 1987 vormen KTPI, NPS en VHP het Front voor Democratie en Ontwikkeling dat 40 van de 51 zetels in De Nationale Assemblée (DNA) kreeg terwijl Pendawa Lima vier zetels binnenhaalde. Ondanks de eerdere veroordeling kwam Willy Soemita terug in een kabinet; dit keer als minister van Sociale Zaken en Volkshuisvesting. Daarnaast was zijn partijgenoot Saimin Redjosentono minister van Landbouw, Veeteelt en Visserij.
Door de telefooncoup van december 1990 waren vervroegde verkiezingen noodzakelijk. De SPA sloot zich bij het front aan waarna het samenwerkingsverband hernoemd werd tot Nieuw Front (NF). Het NF haalde bij de verkiezingen van 1991 nog maar 30 zetels. Soemita bleef minister op hetzelfde ministerie terwijl de KTPI ook de ministers leverde voor de ministeries van Binnenlandse Zaken en LVV.
Bij de verkiezingen van 1996 daalde het aantal zetels voor NF zelfs tot 24 zetels waarvan 5 voor de KTPI. Na deze verkiezingen stapte de KTPI uit het NF en vormde ze samen met de aan Bouterse gelieerde NDP en nog enkele partijen een regeringscoalitie. In het kabinet-Wijdenbosch II kregen ze hiervoor 5 ministerposten. Uiteindelijk besloot Ardjosemito een eenmansfractie te vormen zodat nog maar 4 parlementariërs van de KTPI de regering steunde. Desondanks waren er 5 KTPI-ministers: Sonny Kertoidjojo (Binnenlandse Zaken),  Ramon Dwarka Panday (Defensie), Robby Dragman (Handel en Industrie), Saimin Redjosentono (Landbouw, Veeteelt en Visserij), Soewarto Moestadja (Sociale Zaken en Volkshuisvesting). Twee daarvan (Dwarka Panday en Dragman) moesten voortijdig door schandalen hun ontslag aanbieden.
In 2000 deed de KTPI mee in de Millennium Combinatie waarmee Soemita voor het district Paramaribo en Hubert Asmowiredjo voor het district Commewijne werden gekozen als DNA-lid.
Tijdens de verkiezingen in 2005 deed de KTPI met de Volksalliantie Voor Vooruitgang (VVV) mee. Soemita stond in Paramaribo als derde kandidaat voor de VVV op de kieslijst maar omdat de VVV daar slechts 2 zetels binnenhaalde viel Soemita buiten de boot. Meer succes had KTPI-er Asmowiredjo die momenteel namens de VVV in De Nationale Assemblée zit. Willy Soemita is nog wel voorzitter van de KTPI en nam in augustus 2005 de Kwakoe Award in ontvangst.
In juli 2008 werd aangekondigd dat de KTPI voor de verkiezingen in 2010 zal gaan deelnemen in een samenwerkingsverband met de PALU, NDP, DNP 2000 en de BVD onder de naam Megacombinatie (MC). Voor de verkiezingen verliet de BVD de MC en werd de DNP 2000 opgeheven.

## Verkiezingsuitslagen
| Verkiezingsjaar | Partijvoorzitter | Combinatie                      | Kandidatenlijst | Aantal stemmen | % van de stemmers | Aantal behaalde zetels | Coalitie/Oppositie |
| --------------- | ---------------- | ------------------------------- | --------------- | -------------- | ----------------- | ---------------------- | ------------------ |
| 1949            | Iding Soemita    | geen                            | kandidatenlijst |                |                   | 2 / 21                 | Oppositie          |
| 1951            | Iding Soemita    | geen                            | kandidatenlijst |                |                   | 2 / 21                 | Oppositie          |
| 1955            | Iding Soemita    | geen                            | kandidatenlijst |                |                   | 2 / 21                 | Coalitie           |
| 1958            | Iding Soemita    | geen                            | kandidatenlijst |                |                   | 2 / 21                 | Oppositie          |
| 1963            | Iding Soemita    | geen                            | kandidatenlijst |                |                   | 4 / 36                 | Oppositie          |
| 1967            | Iding Soemita    | geen                            | kandidatenlijst | 11.705         |                   | 0 / 39                 | Buitenparlementair |
| 1969            | Iding Soemita    | PNP-blok                        | kandidatenlijst |                |                   | 0 / 39                 | Buitenparlementair |
| 1973            | Willy Soemita    | Nationale Partij Kombinatie     | kandidatenlijst |                |                   | 2 / 39                 | Coalitie           |
| 1977            | Willy Soemita    | Nationale Partij Kombinatie     | kandidatenlijst |                |                   | 2 / 39                 | Coalitie           |
| 1987            | Willy Soemita    | Nieuw Front                     | kandidatenlijst |                |                   | 11 / 51                | Coalitie           |
| 1991            | Willy Soemita    | Nieuw Front                     | kandidatenlijst |                |                   | 7 / 51                 | Coalitie           |
| 1996            | Willy Soemita    | Nieuw Front                     | kandidatenlijst |                |                   | 5 / 51                 | Coalitie           |
| 2000            | Willy Soemita    | Millennium Combinatie           | kandidatenlijst |                |                   | 1 / 51                 | Oppositie          |
| 2005            | Willy Soemita    | Volksalliantie Voor Vooruitgang | kandidatenlijst |                |                   | 1 / 51                 | Oppositie          |
| 2010            | Willy Soemita    | Mega Combinatie                 | kandidatenlijst | 6.003          |                   | 2 / 51                 | Coalitie           |
| 2015            | Willy Soemita    | Alternatieve Combinatie         | kandidatenlijst | 1.677          | 0,65              | 0 / 51                 | Buitenparlementair |
| 2020            | Iwan Ganga       | Lijstverbinding met PL          | kandidatenlijst |                |                   |                        | Buitenparlementair |